# 开塞利省
开塞利省（土耳其语：Kayseri il）是位于土耳其中部的一个省，面积17,116平方公里，首府开塞利。